# ファントム・ピークス
『ファントム・ピークス』は、日本の小説家北林一光によるサスペンス小説である。
第12回松本清張賞最終候補作（応募時のタイトルは「幻の山」）。単行本は、2007年11月30日に角川書店より刊行された。単行本の装幀は、高柳雅人（角川書店装丁室）による。単行本の装画は、藤田新策による。文庫版は、2010年12月25日に角川文庫より刊行された。

## あらすじ
半年ほど前に長野県安曇野の山中で行方不明になっていた三井周平の妻である杳子の頭蓋骨が発見された。遭難したと思われる二の沢から遠く離れた本沢で遺体が発見されたことに周平は疑問を抱く。周平は杳子に何があったのかを探るために、彼女が消息を絶った場所に通い詰めるが、答えを見いだせないでいた。しばらくの後、近くの渓流沿いで写真を撮っていた木谷茜という女子大生が行方不明になる。続いて、近くの山道で新井深雪という主婦と、その娘の千尋が行方不明になる。

## 主な登場人物
三井周平
会社員。
三井杳子
周平の妻。
丹羽
巡査。
山口凛子
信州大学農学部の助手。

## 書評
映画監督の黒沢清は、質の良いハリウッド映画を思わせる作品であると評している。批評家の佐々木敦は、「余計なケレン味を排した、シノプシス的な平明さこそ、本作の魅力だと思う」と評している。ダ・ヴィンチニュースには、「淡々とした文章ながら、山や森、渓流といった自然部分の描写が実にリアルで、そこで矢継ぎ早に起きる事件から目が離せなくなる」とする書評が掲載されている。